# Lionel Nallet
Lionel Nallet (Bourg-en-Bresse, 14 de septiembre de 1976) es un ex–jugador francés de rugby que se desempeñaba como segunda línea.

## Selección nacional
Fue convocado a Les Bleus por primera vez en mayo de 2000 para jugar ante los Stejarii, fue el capitán de 2008 a 2009 y jugó su último partido en marzo de 2012 contra el XV de la Rosa. En total jugó 74 partidos y marcó 45 puntos producto de nueve tries.

### Participaciones en Copas del Mundo
Disputó las Copas del Mundo de Francia 2007 donde Les Blues eran los favoritos pero trompezaron en la inauguración del torneo cayendo derrotados por Argentina 12-17 y terminaron segundos en el grupo. En un partido memorable, ganaron a los All Blacks 20-18 (éste fue el peor mundial de Nueva Zelanda), en semifinales enfrentaron a los vigentes campeones del mundo: Inglaterra, siendo vencidos 9-14 y nuevamente perdieron ante los Pumas 10-34 por el tercer puesto. Su último mundial fue Nueva Zelanda 2011.
| Mundial                       | Sede          | Resultado     | PJ | Tries |
| ----------------------------- | ------------- | ------------- | -- | ----- |
| Copa Mundial de Rugby de 2007 | Francia       | Cuarto puesto | 4  | 3     |
| Copa Mundial de Rugby de 2011 | Nueva Zelanda | Subcampeón    | 6  | 1     |

## Palmarés
- Campeón del Torneo de las Seis Naciones de 2006, 2007 y 2010.
- Campeón de la European Shield de 2002–03.
- Campeón de la Copa de Francia de Rugby de 2003.
- Campeón del Rugby Pro D2 de 2013–14.